# یواس‌اس رهوبوس (اس‌پی-۳۸۴)
یواس‌اس رهوبوس (اس‌پی-۳۸۴) (به انگلیسی: USS Rehoboth (SP-384)) یک کشتی بود که طول آن ۱۵۰ فوت (۴۶ متر) بود. این کشتی در سال ۱۹۱۲ ساخته شد.